# Hrabstwo Jackson (Michigan)
Hrabstwo Jackson (ang. Jackson County) – hrabstwo w stanie Michigan w Stanach Zjednoczonych. Obszar całkowity hrabstwa obejmuje powierzchnię 723,76 mil2 (1 874,55 km²). Według danych z 2010 r. hrabstwo miało 160 248 mieszkańców. Hrabstwo powstało 1 sierpnia 1832 roku i nosi imię Andrew Jacksona, siódmego prezydenta Stanów Zjednoczonych.

## Sąsiednie hrabstwa
- Hrabstwo Ingham (północ)
- Hrabstwo Livingston (północny wschód)
- Hrabstwo Washtenaw (wschód)
- Hrabstwo Lenawee (południowy wschód)
- Hrabstwo Hillsdale (południowy zachód)
- Hrabstwo Calhoun (zachód)
- Hrabstwo Eaton (północny zachód)

## Miasta
- Jackson

## Wioski
- Brooklyn
- Cement City
- Concord
- Grass Lake
- Hanover
- Parma
- Springport

## CDP
- Michigan Center
- Napoleon
- Spring Arbor
- Vandercook Lake
- Vineyard Lake